# Кубок Греции по футболу 2006/2007
Кубок Греции 2006/2007 (греч. Κύπελλο Ελλάδος 2006/2007) — 65-й розыгрыш Кубка Греции по футболу.

## Пятый раунд
| Дата       | Хозяева    | Счёт | Гости      |
| ---------- | ---------- | ---- | ---------- |
| 19.12.2006 | Хайдари    | 1:3  | Олимпиакос |
| 20.12.2006 | Ники Волос | 0:1  | Илисиакос  |
| 20.12.2006 | Паниониос  | 0:1  | Ксанти     |
| 21.12.2006 | ПАОК       | 1:0  | Эрготелис  |

| Дата 1 матча | Дата 2 матча | Хозяева      | Счёт 1 матча | Счёт 2 матча      | Гости             |
| ------------ | ------------ | ------------ | ------------ | ----------------- | ----------------- |
| 19.12.2006   | 10.1.2007    | Ираклис      | 1:1          | 0:2               | ПАС Янина         |
| 20.12.2006   | 10.1.2007    | Панатинаикос | 0:0          | 1:1 (по пен. 4:3) | Аполлон Каламария |
| 21.12.2006   | 11.1.2007    | ОФИ          | 1:1          | 1:3               | Лариса            |
| 21.12.2006   | 11.1.2007    | Керкира      | 0:0          | 2:1               | Ионикос           |

## 1/4 финала
| Дата 1 матча | Дата 2 матча | Хозяева   | Счёт 1 матча | Счёт 2 матча       | Гости        |
| ------------ | ------------ | --------- | ------------ | ------------------ | ------------ |
| 17.1.2007    | 31.1.2007    | ПАОК      | 2:1          | 1:2 (доп. вр. 0:1) | Панатинаикос |
| 17.1.2007    | 31.1.2007    | ПАС Янина | 2:0          | 0:2 (доп. вр. 1:0) | Олимпиакос   |
| 17.1.2007    | 31.1.2007    | Илисиакос | 0:2          | 0:1                | Ксанти       |
| 24.1.2007    | 31.1.2007    | Керкира   | 0:0          | 0:2                | Лариса       |

## 1/2 финала
| Дата 1 матча | Дата 2 матча | Хозяева      | Счёт 1 матча | Счёт 2 матча | Гости     |
| ------------ | ------------ | ------------ | ------------ | ------------ | --------- |
| 28.2.2007    | 18.4.2007    | Панатинаикос | 0:0          | 1:0          | Ксанти    |
| 14.3.2007    | 18.4.2007    | Лариса       | 2:0          | 2:0          | ПАС Янина |

## Финал
| Дата     | Хозяева      | Счёт | Гости  |
| -------- | ------------ | ---- | ------ |
| 5.5.2007 | Панатинаикос | 1:2  | Лариса |